# Jeleznodorojnoi platformi Kotsebu
Jeleznodorojnoi platformi Kotsebu - Железнодорожной платформы Коцебу (rus) és un possiólok del krai de Krasnodar, a Rússia. Es troba a les planes entre els vessants septentrionals del Caucas Nord i al vora occidental del riu Kuban. És a 13 km al nord-oest de Novokubansk i a 152 km a l'est de Krasnodar.
Pertany al poble de Kovalévskoie.